# Masaki Tsukano
Masaki Tsukano (født 12. oktober 1970) er en tidligere japansk fodboldspiller.
Han har spillet for flere forskellige klubber i sin karriere, herunder Vissel Kobe.